# Син-шар-ишкун
Син-шар-ишкун (аккад. «Син назначил царя»; др.-греч. Сарак) — царь Ассирии приблизительно в 633—612 годах до н. э. Сын Ашшурбанапала.

## Биография

### Правление в Вавилонии
Около 633 до н. э. Син-шар-ишкун стал носить титул «царь Ассирии» где-то в районе Урука. Однако в 631 до н. э. Урук признал вавилонского царя Кандалану. А в 628 до н. э. снова Син-шар-ишкуна. Политическая подоплёка таких перемен не известна. Возможно, Кандалану и Син-шар-ишкун оспаривали друг у друга власть в Южной Месопотамии, и один из них перестал подчиняться «царю вселенной» Ашшурбанапалу.
С 627 до н. э. Син-шар-ишкун совместно с другими ассирийскими царями Ашшур-этель-илани и Син-шум-лиширом вёл войну с халдеем Набопаласаром за Вавилонию. В 623 до н. э. после смерти или убийства своего брата Ашшур-этель-илани Син-шар-ишкун вновь объединил Ассирию и принял титул «царь Вселенной».

### Военные действия в Вавилонии
В 623 до н. э. Набопаласару удалось поднять восстание в провинции Дер и, таким образом, разомкнуть ассирийское кольцо, обеспечить себе связь с Мидией. В августе вавилоняне осадили Урук. В ответ на это Син-шар-ишкун предпринял наступление на юг и не позднее сентября 623 до н. э. он был признан царём в Сиппаре, а в октябре вступил в Аккад. До марта 622 до н. э. Набопаласар был выбит из Аккада и Вавилон стал датировать свои документы правлением Син-шар-ишкуна, но к концу года по ассиро-вавилонскому календарю (то есть к 22 марта — дню весеннего равноденствия) на севере произошли какие-то события спешно заставившие Син-шар-ишкуна вернуться на защиту Ниневии, предварительно усилив гарнизон Ниппура, верного ассирийцам.

### Нашествие скифов
Первоначально ассирийцев отвлекли арабы, вторгшиеся в Ассирию из Сирии. Ассирийцы разгромили их и вынудили отступить. Затем последовало вторжение мидян Киаксара, которые подошли к Ниневии. Но тут на мидян напал царь скифов Мадий и разгромил их. Ассирия была спасена, но скифы словно ураган прошли через всю Месопотамию, Сирию, Палестину и достигли границ Египта. Фараону Псамметиху I с большим трудом удалось откупиться от их нашествия. Воспользовавшись затруднениями Ассирии, Набопаласар вновь установил свой контроль над Вавилонией и приступил к осаде Ниппура.

### Военные действия на Среднем Евфрате
Около 617 или 616 до н. э. Ассирия заключила союз с Манной и Урарту. Вскоре к ним примкнул и Египет. В месяце аяру (апрель — май) 616 до н. э. Набопаласар повёл вавилонские полки вверх по долине Евфрата в ассирийские провинции Суху и Хиндану. 12 абу (23 июля) в сражении при Каблину вавилоняне разбили ассирийцев и пришедших к ним на помощь маннеев. В тот же день они взяли и город Каблину. Затем вавилоняне разграбили ассирийские владения в бассейне реки Балих, где они захватили города Мане, Сахиру и Балиху. Обременённые добычей и пленными вавилоняне повернули обратно и, по дороге взяв город Хиндану, в августе 616 до н. э. вернулись в Вавилон. А в месяце ташриту (сентябрь — октябрь) на выручку ассирийцам в долину Евфрата явились египтяне. Союзники дошли до города Каблину, но не рискнули вторгаться в пределы Вавилонии. В том же 616 до н. э. после долгой осады вавилоняне захватили Урук.

### Военные действия на Среднем Тигре
В месяце аддару (февраль — март) 615 до н. э. Набопаласар предпринял наступление на Ассирию. На реке Забан (Малый Заб), у города Мадану, что в области Аррапха, Набопаласар нанёс поражение ассирийцам. Вавилоняне сбросили ассирийское войско в реку и захватили их обоз. С добычей и пленными вавилоняне правым берегом Тигра беспрепятственно вернулись на родину. В месяце аяру (апрель — май) 615 до н. э. вавилоняне снова выступили в поход и подступили к Ашшуру, но овладеть им с налёта не смогли. В июне на выручку городу пришла главная ассирийская армия во главе с царём Син-шар-ишкуном. Вавилоняне обратились в бегство. Противник гнался за ними по пятам. Положение спасла крепость Такритайн на правом берегу Тигра, где укрылось вавилонское войско. Ассирийцы штурмовали её 10 дней подряд, но вавилонский гарнизон мужественно отразил все приступы, и ассирийцы отступили. В том же 615 до н. э. ниппурцы, осаждаемые вавилонянами ещё с 622 до н. э., изнурённые голодом и болезнями и не верившие больше в помощь ассирийского царя, сдали город, который являлся последним оплотом ассирийцев в Вавилонии.

### Мидяне берут Ашшур
Тем временем, оправившись от поражения нанесенного скифами, возобновили военные действия мидяне. Уже в 616—615 до н. э. воспользовавшись поражением, нанесенным маннейскому войску под Каблину, Киаксар захватил Манну. В месяце арахсамну (октябрь — ноябрь) 615 до н. э. мидяне ворвались в ассирийскую провинцию Аррапху, а в месяце абу (июль — август) 614 до н. э. мидяне появились в окрестностях Ниневии и захватили городок Тарбицу, недалеко от неё. Затем они переправились через Тигр и, спустившись вниз по течению, в августе 614 до н. э. штурмом взяли Ашшур. Город был разграблен и полностью разрушен, а его жители частью перебиты, частью уведены в плен. Когда все было кончено под Ашшуром, появился Набопаласар с вавилонской армией. В конце августа тут же на развалинах Ашшура Набопаласар заключил союз с мидийским царём Киаксаром.

### Временный успех ассирийцев
В 613 до н. э. на Мидию вновь начали наступление скифы и мидяне вынуждены были прекратить боевые действия против Ассирии. В месяце аяру (апрель — май) 613 до н. э. ассирийцам удалось поднять восстание в провинции Суху, захваченной вавилонянами в 616 до н. э. Набопаласар тотчас же выступил в поход и 4 симану (10 июня) взял г. Рахилу, но крепость Анату, расположенная на острове посреди Евфрата, выдержала вавилонский штурм.
Приближение главных сил ассирийцев вынудило Набопаласара, от которого к этому времени отпали некоторые аккадские города, отступить и отдать ассирийцам бассейн Среднего Евфрата без боя. На крайнем юге Урук вновь признал своим царём Син-шар-ишкуна. О том в какой мере Ассирия чувствовала себя в безопасности, свидетельствует тот факт, что в 613 до н. э. были снесены укрепления города Кальху в связи с предполагаемой их перестройкой.

### Взятие Ниневии и полный разгром Ассирии
В 612 до н. э. мидяне, разгромив скифов, вновь вторглись в Ассирию и подступили к Ниневии. Туда же с войском подошёл и Набопаласар. Союзные войска осадили Ниневию и взяли эту сильнейшую крепость всего через 3 месяца (август 612 до н. э.). Согласно источникам, штурм удался благодаря созданию искусственного наводнения, вероятно, подмывшего сырцовую стену города. Очевидно, осаждающие разрушили плотины на реке Хасуре, расположенные непосредственно выше стен Ниневии. Син-шар-ишкун, чтобы не попасть в плен, поджёг свой дворец и погиб в пламени. Победители полностью разрушили Ниневию, оставив после себя только руины и пепелища. Точно такая же участь постигла и остальные ассирийские города (Кальху, Арбелу, Дур-Шаррукин, Нацибин, Руцапу и др.).
Правил Син-шар-ишкун 21 год. Его конец мог повлиять на греческие легенды о Сарданапале.